# بنتیو
بنتیو (به لاتین: Bentiu یا Bantiu) یک شهر در سودان جنوبی است که در ایالت لیک شمالی واقع شده‌است.

## خصوصیات
بنتیو ۶٬۵۰۸ نفر جمعیت دارد و ۳۴۷ متر بالاتر از سطح دریا واقع شده‌است.

## آموزش
در آینده قرارست دانشگاهی بنام دانشگاه شمال غربی نیل (Western Upper Nile) در این شهر ساخته شود.